# 吉野 (宮崎市)
吉野（よしの）とは、宮崎県宮崎市内の地名。正式には「宮崎市大字吉野」の表記となる。北地域自治区に属している。郵便番号は880-2233。

## 地理
宮崎市の北西部、北地域自治区の西側に位置するに属する。大淀川支流の本庄川の下流右岸に位置する。低地は主に住宅街・農地となっているほか、一部地区では山林が広がる。
北を本庄川を挟んで東諸県郡国富町大字宮王丸、東を大字金崎、南を大字堤内・高岡町花見、西を国富町大字嵐田と接する。

## 歴史
- 1889年5月1日 - 宮崎郡瓜生野村・東諸県郡倉岡村が発足。
- 1951年3月25日 - 宮崎市に編入。
- 2006年1月1日 - 旧瓜生野村・倉岡村域が北地域自治区となる。

## 世帯数と人口
2023年（令和5年）9月1日現在の世帯数と人口は以下の通りである。
| 町丁     | 世帯数  | 人口  |
| -------- | ------- | ----- |
| 大字吉野 | 105世帯 | 190人 |

## 小・中学校の学区
市立小・中学校に通う場合、学区は以下の通りとなる。
| 町名     | 小学校             | 中学校               |
| -------- | ------------------ | -------------------- |
| 大字吉野 | 宮崎市立倉岡小学校 | 宮崎市立宮崎北中学校 |

## 交通

### バス
宮交グループの運営するバスが営業している。

### 道路
- 宮崎県道17号南俣宮崎線
- 宮崎県道363号綾宮崎自転車道線